# Forma Urbis

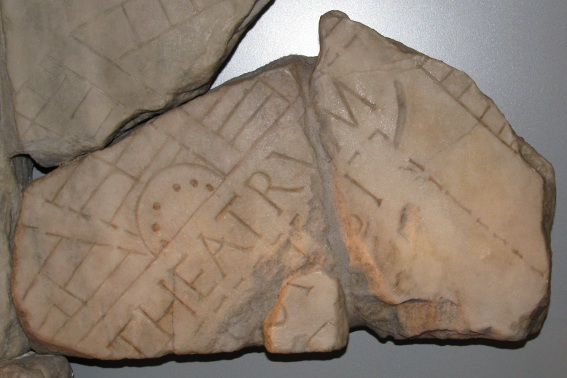
Fragmento de la Forma Urbis en el que se puede ver la inscripción con el nombre del Teatro de Balbo.

La Forma Urbis, también llamada Forma Urbis Severiana, Forma Urbis Marmorea o Forma Urbis Romæ (abreviada como FUR), es un mapa de mármol de la Antigua Roma creado durante el reinado del emperador Septimio Severo entre los años 203 y 211.

## Descripción
Originalmente su tamaño era de 60 pies (18 metros) por 45 pies (13 metros), siendo tallado en 150 placas de mármol proconesio que fueron colocadas en un muro del Templo de la Paz.
La escala del plano es de aproximadamente 1: 240 con el norte hacia abajo, mostrando con un alto grado de detalle las plantas de cada templo, termas, ínsula, etc de la ciudad de Roma en el siglo III. Muchos de los edificios llevan también su nombre grabado, haciendo del mapa un documento excepcional. Es posible que, la sala en la que se encontraba, fuera la oficina del catastro urbano dentro del conjunto de estructuras dedicadas a la praefectura urbana de la ciudad de Roma. La Forma Urbis sería solo un plano de referencia general, mientras que los detalles del mismo se podrían consultar en papiros ubicados en armarios en la propia sala. Es probable que el plano de comienzos del siglo III sustituyera a otro anterior, creado entre los años 71 y 74 dentro del proyecto original del Templo de la Paz de Vespasiano. Sin embargo, fue necesario volver a realizarlo tras el grave incendio que afectó a la zona en el año 192.Es interesante destacar también que no fue el único plano tallado en mármol que existió de en la ciudad de Roma. Son varios los restos que conservamos de otras formae Urbis pero la más importante es la llamada Forma Urbis de Via Anicia. Se trata de una pieza formada por quince pequeños fragmentos unidos entre sí que muestran la zona del Circo Flaminio. Fue hallada en 1983 en la Via Anicia.

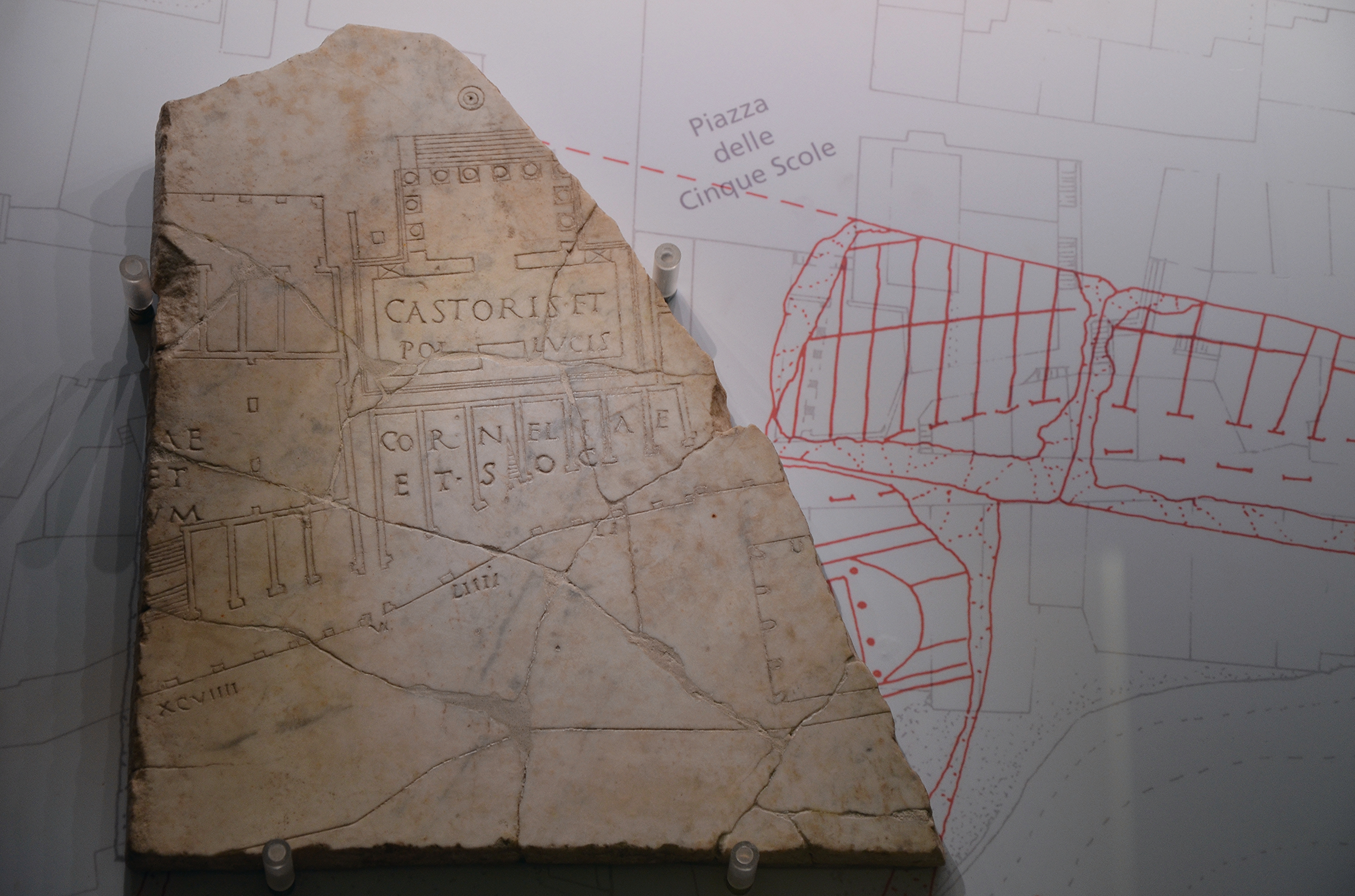
Fragmento de la Forma Urbis de Via Anicia. Museo Nazionale Romano. Terme di Diocleziano, Roma.

El plano, sin embargo, fue destruyéndose a lo largo de la Edad Media, siendo las placas de mármol reutilizadas como materiales constructivos y para hacer cal, de modo que hoy en día sólo se conservan pequeños trozos del mapa, alrededor de un 10 por ciento del total, roto en más unos 1200 fragmentos. La mayor parte fueron recuperados en la zona en 1562, cuando un joven escultor llamado Giovanni Antonio Dosio descubrió algunos fragmentos de la Forma Urbis en el jardín trasero de la basílica de San Cosme y San Damián, cerca del Coliseo. Todos ellos fueron a parar a la colección de la familia Farnese hasta que en 1741, buena parte de ellos fueron donados al pueblo de Roma. Desde entonces los hallazgos han continuado de forma regular hasta la actualidad. Uno de los fragmentos más recientes en ser descubierto apareció en 2015 en las excavaciones del Palazzo Maffei Marescotti. En estos momentos, el último fragmento aparecido que ha sido publicado fue hallado en 2020 en una propiedad privada del monte Aventino, formando parte de una pavimentación.

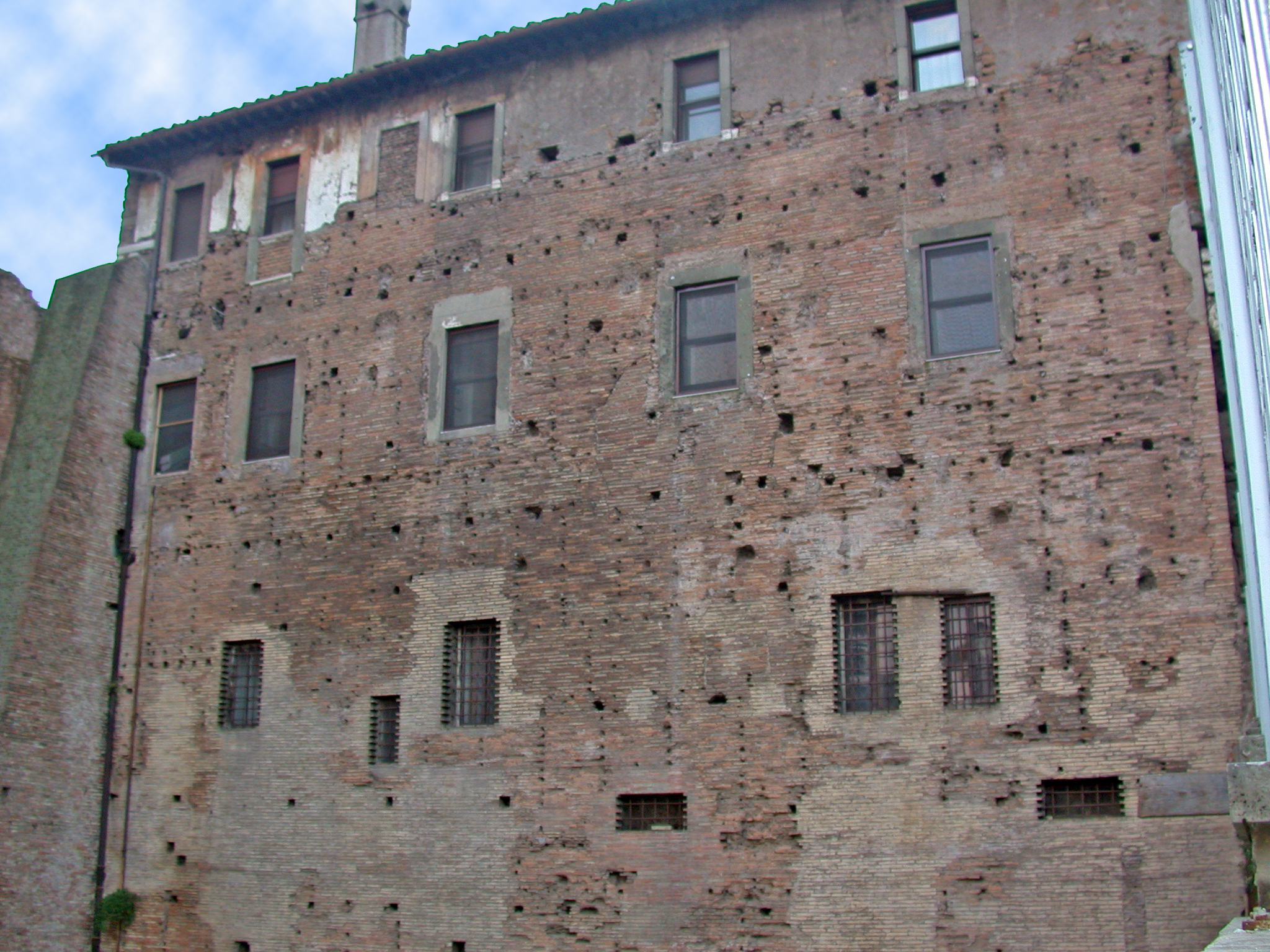
Muro en el que se situaba la Forma Urbis. Todavía son visibles las marcas de los anclajes.

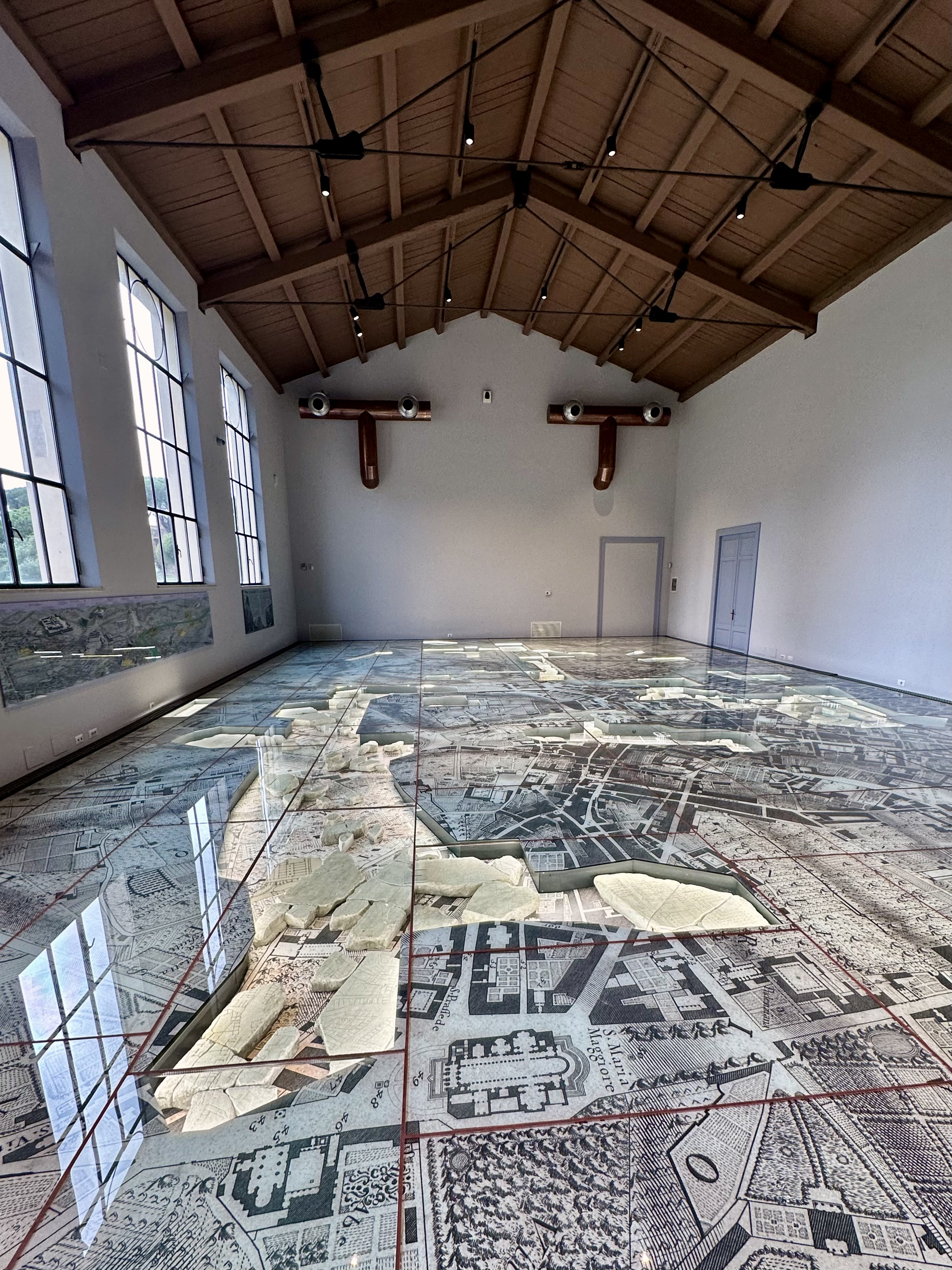
Vista general del Museo de Forma Urbis en 2024

Los fragmentos descubiertos de la Forma Urbis se encuentran en el Palazzo dei Conservatori en los Museos Capitolinos. Desgraciadamente de los casi 1200 fragmentos conservados, se han colocado en su sitio cerca de 200 piezas. Uno de los esfuerzos más destacables para identificar las posiciones originales de los fragmentos del mapa lo llevó a cabo el arqueólogo español Emilio Rodriguez Almeida durante la segunda mitad del siglo XX. Desde 1999, la Universidad Stanford en San Francisco, California, ha creado una base de datos con todos los fragmentos conservados, con el objetivo de intentar colocar en su posición original algunas de las piezas mediante diversas técnicas informáticas. Como ayuda cuentan con diversos datos adicionales, como la forma de los bordes, el color del mármol, las peculiaridades de las piedras y los huecos en la pared donde estaban adheridas dichas placas.
El 12 de enero de 2024 se inauguró en el Parque Arqueológico del Monte Celio el nuevo Museo de la Forma Urbis, un espacio dedicado a conservar y exponer los fragmentos. La museografía se ha dispuesto de tal manera que la mayor parte de los fragmentos cuya ubicación es conocida, se han colocado en el suelo. Se puede caminar sobre ellos gracias a un piso de cristal. Para contextualizarlos se ha colocado una réplica del plano de Roma que Giambattista Noli hizo de Roma en 1748. El resto de fragmentos se encuentran almacenados en el mismo museo.
En marzo de 2025 se firmó un acuerdo entre la Sovrintendenza Capitolina de Roma y la organización sin ánimo de lucro americana Global Digital Heritage para la creación de una nueva versión de alta definición de todos los fragmentos de la Forma Urbis. Incluyendo los hallados más recientemente y aquellos que nunca han sido digitalizados, el proyecto prevé crear modelos fotogramétricos de la más alta calidad técnica y científica.

## Citas
1. ↑  Carandini, Andrea; Carafa, Paolo (2017). The atlas of Ancient Rome: biography and portraits of the city. Princeton University Press. p. 295. ISBN 978-0-691-16347-5.
2. ↑  Carandini, Andrea; Carafa, Paolo (2017). The atlas of Ancient Rome: biography and portraits of the city. Princeton University Press. p. 297. ISBN 978-0-691-16347-5.
3. ↑  Rodríguez Almeida, Emilio (2002). Formae Urbis antiquae: le mappe marmoree di Roma tra la Repubblica e Settimio Severo. Collection de l'Ecole Française de Rome. Ecole Française de Rome. ISBN 978-2-7283-0557-5.
4. ↑  «Esposizione di un nuovo frammento, appartenente alla lastra 31, della Forma Urbis | Museo dell'Ara Pacis». www.arapacis.it. Consultado el 14 de agosto de 2024.
5. ↑  Narducci, Roberto; Devoto, Claudia (17 de octubre de 2024). «Un frammento della Forma Urbis severiana dal colle Aventino, in Archeologia Classica 73, 2022, pp. 407-430.». Archeologia Classica 73. doi:10.48255/2240-7839.ARCHCL.LXXIII.2022.13. Consultado el 8 de agosto de 2025.
6. ↑  «Stanford Digital Forma Urbis Romae Project The Severan Marble Plan». formaurbis.stanford.edu. Consultado el 14 de agosto de 2024.
7. ↑  «Aperto al pubblico il Parco Archeologico del Celio con il nuovo Museo della Forma Urbis». www.comune.roma.it. Consultado el 14 de agosto de 2024.
8. ↑  nestor (28 de julio de 2025). «Ancient Rome in 1000 fragments». Global Digital Heritage (en inglés estadounidense). Consultado el 8 de agosto de 2025.